# Jiří Šedivý (politik)
Jiří Šedivý (* 20. srpna 1963 Praha) je český diplomat, politik a odborník v oblasti bezpečnostní politiky a obranného plánování, od září 2006 do ledna 2007 ministr obrany ČR, v letech 2007 až 2010 náměstek generálního tajemníka NATO pro obrannou politiku a plánování, v letech 2010 až 2012 náměstek ministra obrany ČR, v letech 2012 až 2019 velvyslanec ČR při NATO a v letech 2020 až 2025 šéf Evropské obranné agentury.

## Životopis
Otcem Jiřího Šedivého je politik Jaroslav Šedivý, bratrancem zpěvák Janek Ledecký. V mládí hrál v kapele Žentour.
Je absolventem katedry válečných studií King's College v Londýně, v roce 1999 obhájil doktorát na Univerzitě Karlově, kde v letech 1995–2003 vyučoval mezinárodní politiku a bezpečnostní studia. Zároveň v letech 2000–2003 přednášel také na University of New York in Prague.
Od listopadu 2010 do srpna 2012 byl 1. náměstkem ministra obrany České republiky. V letech 2007–2010 zastával pozici náměstka generálního tajemníka NATO pro obrannou politiku a plánování, předtím byl ministrem obrany v první vládě Mirka Topolánka.
Před jmenováním ministrem byl pracovníkem Evropského centra pro bezpečnostní studia George C. Marshalla v Německu, předtím šest let vedl Ústav mezinárodních vztahů.
Jeho otcem byl diplomat a bývalý český ministr zahraničí Jaroslav Šedivý.
Od září 2012 vykonával funkci mimořádného a zplnomocněného velvyslance ČR při NATO. V srpnu 2019 jej na této pozici nahradil dosavadní náměstek ministra obrany ČR Jakub Landovský.
Šedivý obsadil od 1. září 2019 novou funkci zvláštního zmocněnce pro odolnost a nové hrozby v rámci boje proti dezinformacím a nepřátelskému vlivu cizích mocností zřízenou Ministerstvem zahraničí v ohledu na ruské vlivy a bezpečnostní hrozby v ČR.
V květnu 2020 se stal šéfem Evropské obranné agentury (EDA). V dubnu 2025 ho v této pozici nahradil André Denk.
Po ukončení mandátu v Evropské obranné agentuře se v červnu 2025 vrátil na ministerstvo zahraničí jako řadový úředník. Jeho agendou je rozšiřování Evropské unie.